# Edwina van Heek-Burr Ewing
Edwina van Heek-Burr Ewing (St. Louis, Verenigde Staten, 31 augustus 1872 - Enschede, 17 september 1945) was de echtgenote van textielfabrikant Jan Bernard van Heek, zoon van Gerrit Jan van Heek en medeoprichter van het Rijksmuseum Twenthe.

## Leven en werk
Na de dood van haar vader Henry Ewing (1840-1873) en het afronden van de middelbare school vertrok Edwina Burr Ewing in 1890 met haar moeder Emma Burr (1848-1931) naar West-Europa, waar haar vorming vooral in Dresden werd voortgezet. In Dresden raakte ze bevriend met twee fabrikantendochters uit Almelo. Op een dansavond in Twente ontmoette ze Jan Bernard van Heek. Op 6 augustus 1900 huwden Jan Bernard van Heek en Edwina Burr Ewing. Ze hadden een huis in Enschede aan de Noorderhagen waar nu het Muziekcentrum staat. In 1908 konden ze hun buitenverblijf Zonnebeek betrekken, waar ze buitengewone gastvrijheid boden aan zakenrelaties en oude vrienden. Ze sprak Engels of goed Nederlands (met een sterk Engels accent) en ze amuseerde zich om het Twents van haar schoonfamilie.
Na de dood van haar echtgenoot in 1923 bekommerde ze zich veel om haar moeder, die bij haar ingetrokken was. Het levensritme veranderde zodat zich een jaartweedeling (ruwweg zomer en winter) voordeed. Dat kenmerkte zich onder andere door haar afwezigheid op Zonnebeek in de winter (en verblijf in Merano met veel correspondentie) en door de verloven die ze haar personeel gaf. Op 31 januari 1931 overleed haar moeder in Merano waar ze daarna ook is begraven.

### Museum
Vanaf 1916 had haar echtgenoot Jan Bernard van Heek ideeën om de oudheidkamer een nieuw gebouw te geven en zijn collectie schilderijen daar onder te brengen. Alle erfgenamen van hem zetten zich er voor in om dit waar te maken. Jan van Heek vertegenwoordigde Edwina in de museumcommissie tijdens haar afwezigheid. Ter ere van Jan Bernard van Heeks nagedachtenis schonk zij het Rijksmuseum Twenthe een portret.
Omdat Edwina als deel van de familie gezien werd, werd ze verzocht in te stemmen met renteverlaging van haar deposito en later om bij te dragen aan het oprichten van een naamloze vennootschap die het familiebedrijf Van Heek & Co een beter toekomstperspectief moest geven. Ze deed haar plicht en bleef ondanks de ferme (onrendabele) investering zeer welgesteld.
Aan het begin van de jaren dertig vereenzaamde ze. Ze bleef echter op Zonnebeek wonen en maakte er de Tweede Wereldoorlog mee. Na de bevrijding stierf ze op 73-jarige leeftijd als gevolg van een longontsteking. Ze is naast haar echtgenoot begraven op de Oosterbegraafplaats te Enschede.

## Stichting
In haar testament stond dat haar nalatenschap moest worden ondergebracht in een stichting voor culturele doeleinden. Jan Herman van Heek (de broer van Jan Bernard) richtte op 15 november 1946 de Stichting Edwina van Heek op en werd de eerste voorzitter. De stichting steunt culturele projecten in Overijssel en Gelderse Achterhoek gericht op behoud van natuurmonumenten, historisch waardevolle gebouwen en kunstobjecten. De stichting kocht daarbij onder andere huis Borgbeuningen en Huis Singraven (1966).
- International Standard Name Identifier: 0000 0003 9069 3703
- Nederlandse Thesaurus van Auteursnamen: 273410008
- Virtual International Authority File: 284353077
- WorldCat: E39PBJtmyxDxJHYbjKR6xj4wmd